# Teodor Axentowicz

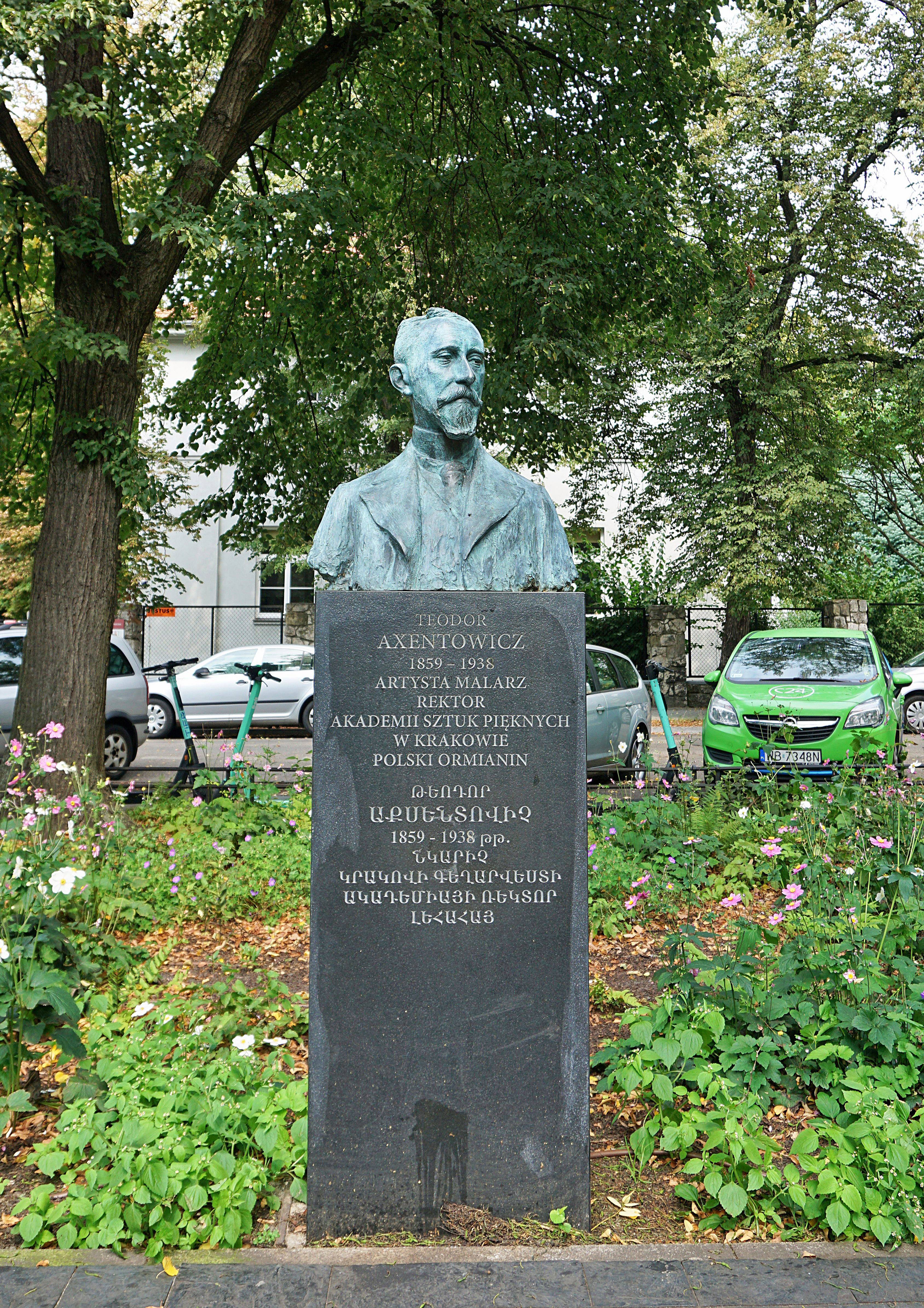
Pomnik Teodora Axentowicza w Krakowie na placu Teodora Axentowicza

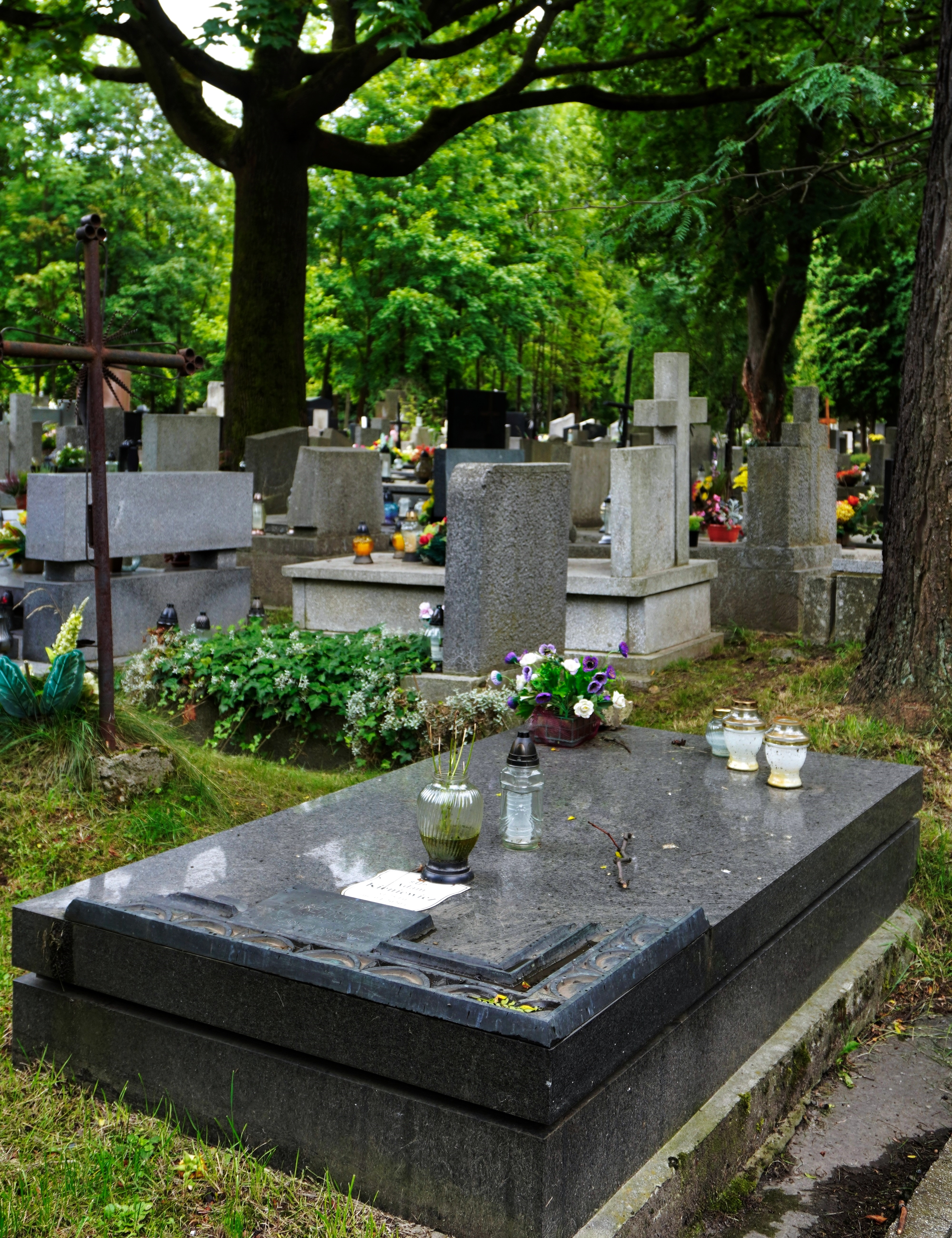
Grób Teodora Axentowicza na Cmentarzu Rakowickim w Krakowie

Teodor Axentowicz (ur. 13 maja 1859 w Braszowie, zm. 26 sierpnia 1938 w Krakowie) – polski malarz, rysownik i grafik, profesor i rektor Akademii Sztuk Pięknych w Krakowie.

## Życiorys

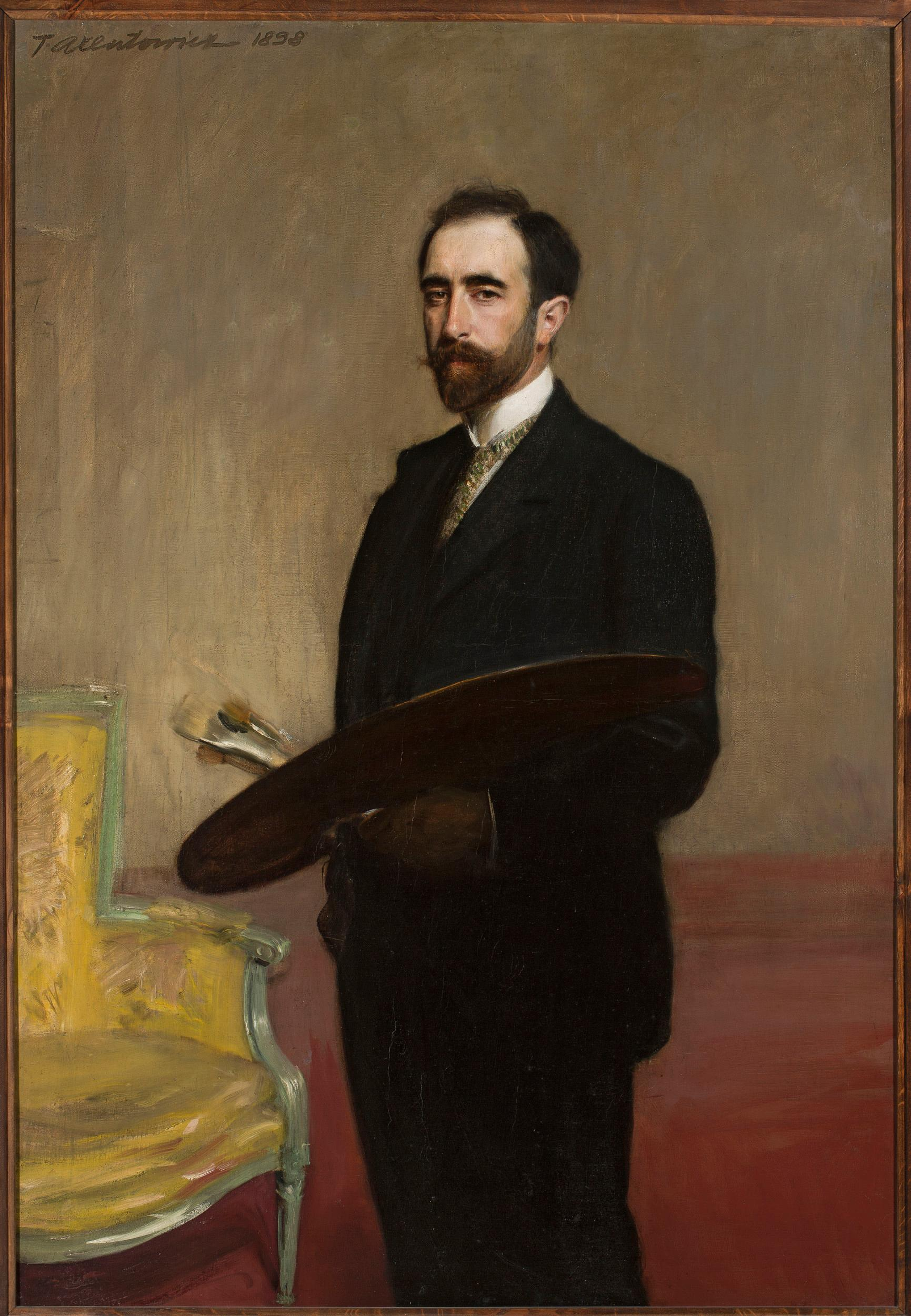
Teodor Axentowicz, Autoportret z paletą, 1898

Urodził się 13 maja 1859 r. w Braszowie w Siedmiogrodzie, w rodzinie polskich Ormian, która w XVII w. otrzymała szlachectwo i herb Gryf (Jaxa). Ojciec Deodat był austriackim urzędnikiem sądowym, matka Agnieszka pochodziła z węgierskiej rodziny Plucharschów. Niedługo po urodzeniu został ochrzczony w obrządku rzymskokatolickim. Gdy Teodor miał trzy lata, jego rodzina zamieszkała we Lwowie. Wtedy też urodziła się jego siostra Helena.
W latach 1878–1882 Axentowicz kształcił się w Monachium (w połowie października 1878 r. zgłosił się do Akademii Sztuk Pięknych – Antikenklasse), 1882–1895 studiował w Paryżu (pracownia Carolusa-Durana). Pracował jako ilustrator w czasopismach oraz wykonywał kopie obrazów dawnych mistrzów, m.in. Botticellego i Tycjana. W latach 1890–1899 odbył wiele podróży do Londynu i Rzymu, gdzie malował portrety kobiet i polskiej arystokracji. W Anglii poznał Izę z Giełgudów, z którą w 1893 roku wziął ślub. Mieli ośmioro dzieci: urodzony jeszcze w Londynie Filip Tomasz Stanisław, zwany Tomym (1893–1915), zginął pod Łuckiem  w 1915 r. jako oficer wojska austriackiego, po jego śmierci powstał obraz „Matka nad grobem syna” (1915 r.); córka Gladys (1896 r.); Jan Bronisław (1898–1967), oficer Wojska Polskiego; Jadwiga (1900 r.); Wanda (1901 r.); Irena /Renia/ (1903 r.); Kazimiera Józefa (1905 r.); Jerzy Archibald (1908 r.).
W 1894 współpracował z Wojciechem Kossakiem i Janem Styką przy realizacji Panoramy Racławickiej. W 1895 przyjechał do Krakowa, gdzie objął stanowisko profesora w Szkole Sztuk Pięknych, które piastował do 1934. W 1897 założył szkołę malarstwa dla kobiet przy ul. Gołębiej 14, w której uczyli także Stanisławski i Wyczółkowski. Był współzałożycielem Towarzystwa Artystów Polskich „Sztuka”, którego celem było organizowanie wystaw; do członków założycieli należeli także: Józef Chełmoński, Julian Fałat, Jacek Malczewski, Józef Mehoffer, Jan Stanisławski, Włodzimierz Tetmajer, Leon Wyczółkowski i Stanisław Wyspiański. Był również jednym ze współzałożycieli Towarzystwa Przyjaciół Muzeum Narodowego w Krakowie, powstałego w 1903 r. z inicjatywy Axentowicza, Feliksa Jasieńskiego, Feliksa Kopery i Leona Wyczółkowskiego.
W 1910 został rektorem krakowskiej Akademii Sztuk Pięknych. Od 1928 członek honorowy Towarzystwa Zachęty Sztuk Pięknych w Warszawie. Wystawiał swe prace m.in. w Berlinie (1896, 1913), St. Louis (1904), Monachium (1905, 1935), Londynie (1906), Wiedniu (1908), Rzymie (1911), Wenecji (1914, 1926), Paryżu (1921), Chicago (1927), Pradze (1927). Przed 1923 był prezesem honorowym Związku Polskich Artystów Plastyków w Krakowie.
Zmarł 26 sierpnia 1938. Pochowany na cmentarzu Rakowickim w Krakowie (kwatera XXXVI-płn-12).

## Twórczość
Axentowicz zdobył uznanie jako portrecista (m.in. Gazda Pająk z Nowego Żywczańskiego, 1934), malarz pięknych kobiet (m.in. Portret damy w czarnej sukni (1906)) oraz autor scen rodzajowych pokazujących obrzędy i obyczaje Hucułów (cenione prace: Pogrzeb Huculski (1882), Święto Jordanu (1893) i Kołomyjka (1895). W latach 1911–1912 wykonał według olejnego szkicu z 1900 r. kompozycję Poselstwo polskie u Henryka Walezego, a także dzieła dotyczące Ormian: Chrzest Armenii (1900) czy Ormianie w Polsce (ok. 1930).
Twórczość Teodora Axentowicza koncentrowała się głównie na portretach kobiet, które artysta ukazywał w różnych technikach, kadrach i konwencjach – od intymnych „główek” po portrety reprezentacyjne, symboliczne czy folklorystyczne. Jego dzieła, pełne zmysłowości i wyrafinowania, cieszyły się ogromną popularnością już za życia, choć ich poziom artystyczny bywał zróżnicowany. Axentowicz stworzył charakterystyczny, rozpoznawalny kanon kobiecego piękna, który do dziś budzi zachwyt.
W jego portretach – zarówno typowych przedstawieniach pięknych kobiet, jak i tych wzbogaconych o elementy symboliczne – odnaleźć można zarówno cechy fin de siècle’owej dekadencji, jak i wpływy akademickiego malarstwa oraz romantycznej fascynacji folklorem. W szczególności artysta upodobał sobie tematykę huculską oraz krakowską, ukazując ludowych bohaterów z wyczuciem koloru, charakteru i atmosfery. Twórczość Axentowicza była sztuką portretu w pełnym tego słowa znaczeniu – odzwierciedlała emocje, typy społeczne, fantazję i duch epoki. Jego kobiece portrety pozostają świadectwem talentu w uchwyceniu piękna, wdzięku i siły kobiecej natury.
Zajmował się także grafiką ilustracyjną i projektowaniem plakatów wystaw. Był autorem projektu witraża dla katedry ormiańskiej we Lwowie (1895), który nie został zrealizowany. Był również współzałożycielem towarzystwa Miłośników Historii i Zabytków w Krakowie oraz wiedeńskiej „Secesji” (Secession) i Stowarzyszenia Narodowego Sztuk Pięknych we Francji. W 1906 r. abp Józef Teodorowicz zaprosił Teodora Axentowicza i jego przyjaciela z Akademii, Józefa Mehoffera, do udziału w pracach nad renowacją katedry ormiańskiej we Lwowie. Propozycję poparł komitet przebudowy świątyni. Axentowiczowi zaproponowano zaprojektowanie nowego ołtarza z marmuru oraz mozaiki w absydzie centralnej i ambony.
W 1998 roku w Muzeum Narodowym w Krakowie odbyła się wystawa monograficzna artysty. Towarzyszył jej wyczerpujący katalog.

## Galeria

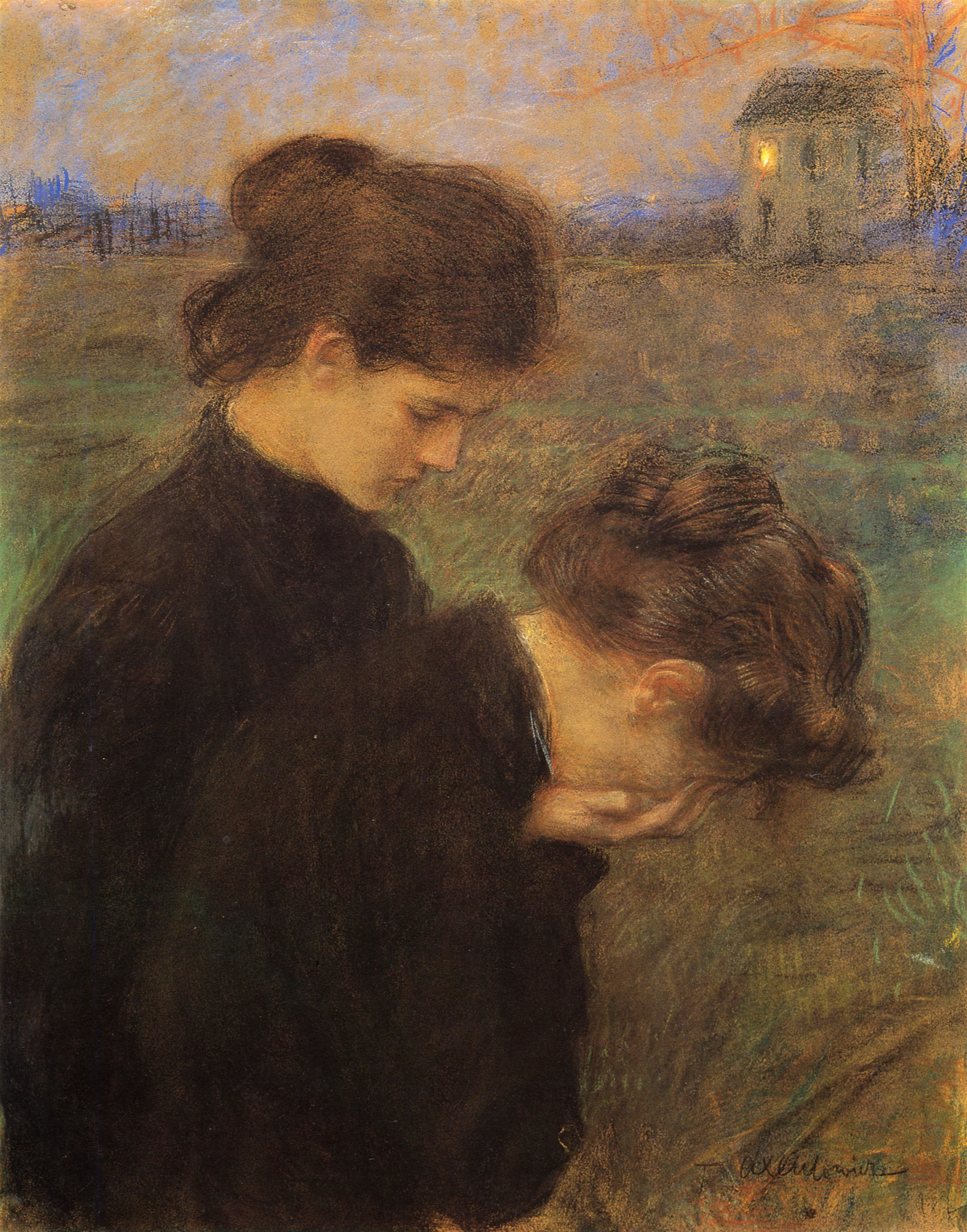
Pod brzemieniem nieszczęścia
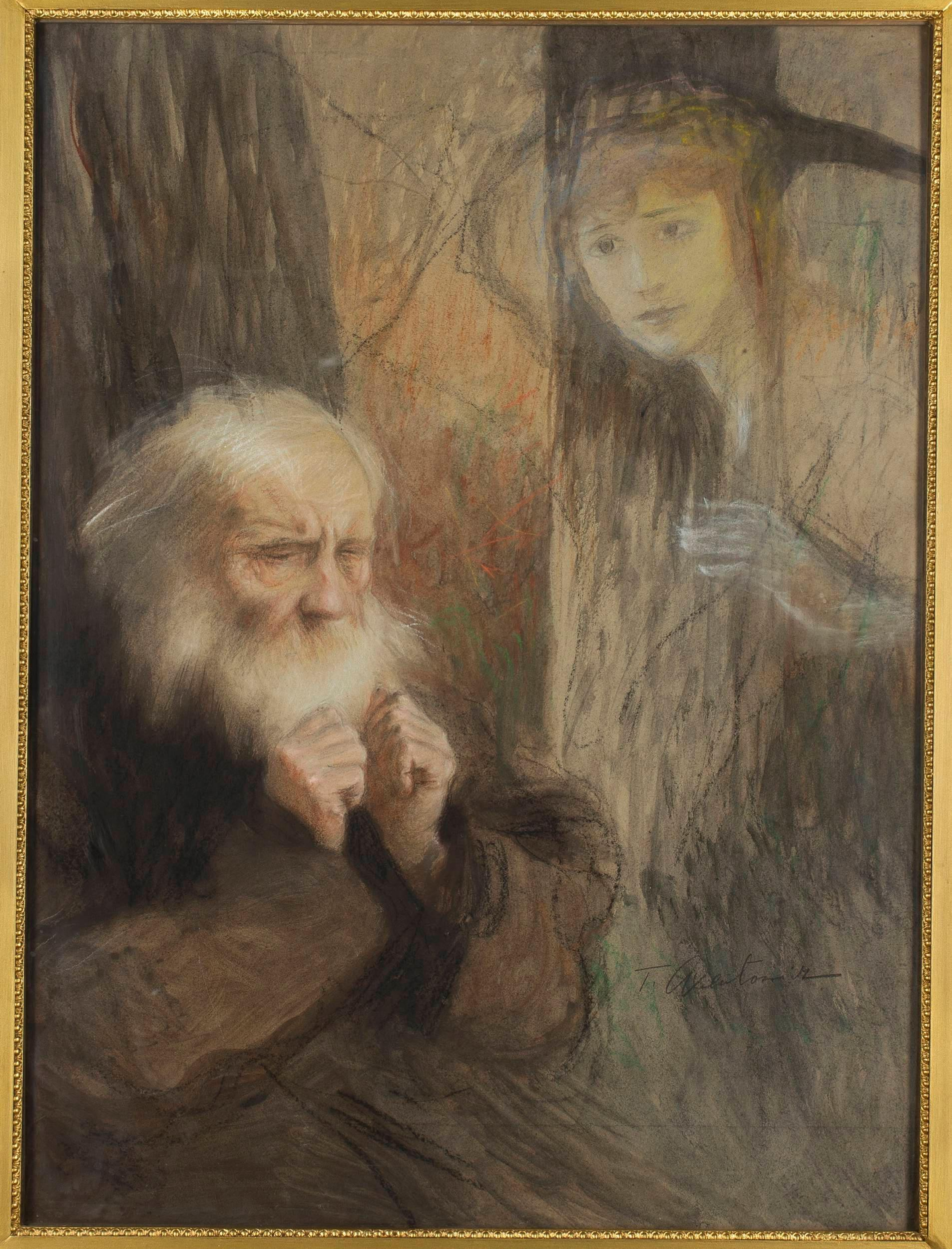
Wizja – wspomnienie; inne tytuły: Starość i młodość, Starzec i zjawa młodej kobiety, Starzec z dziewczyną
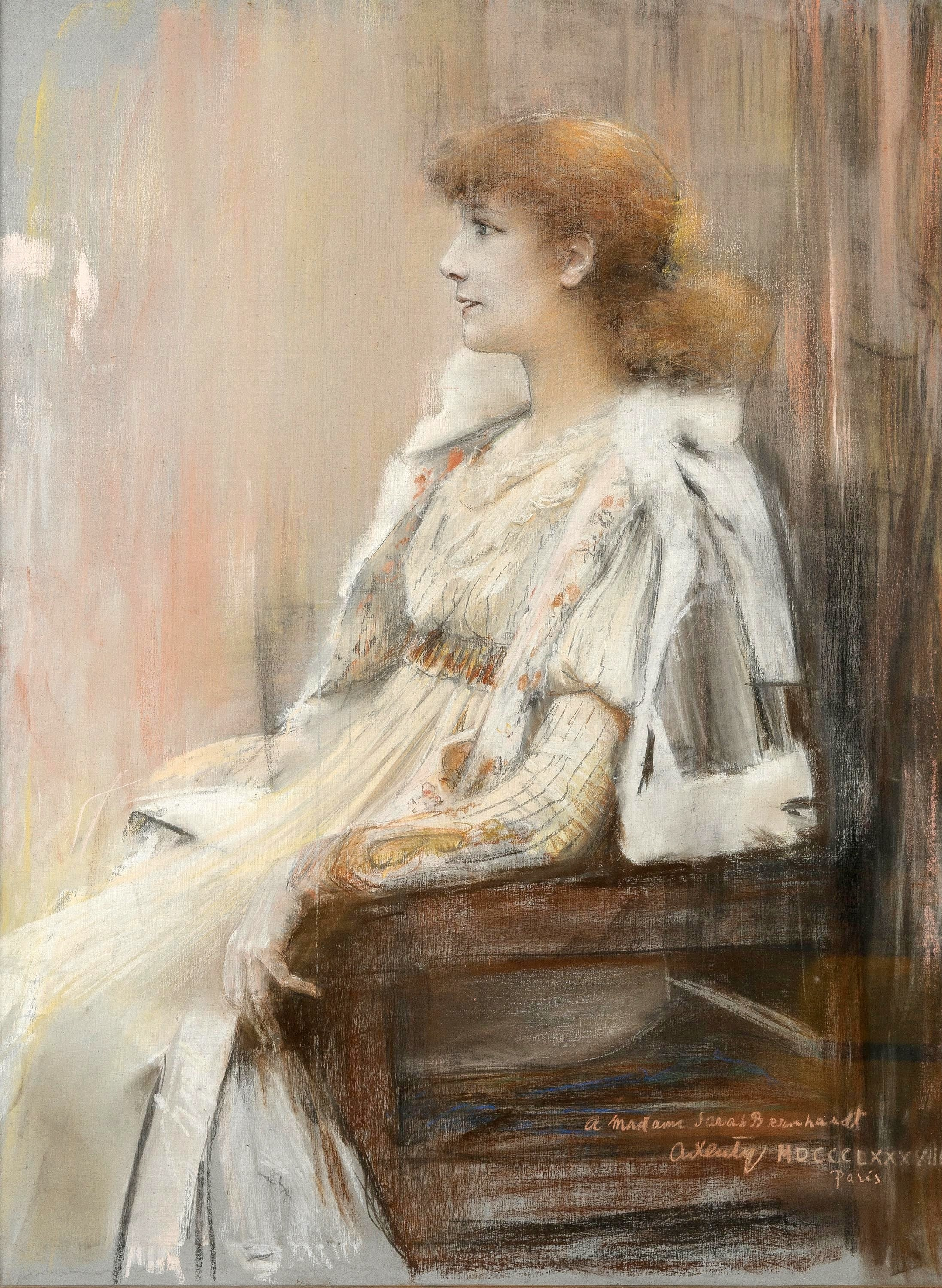
Portret Sarah Bernhardt z 1888
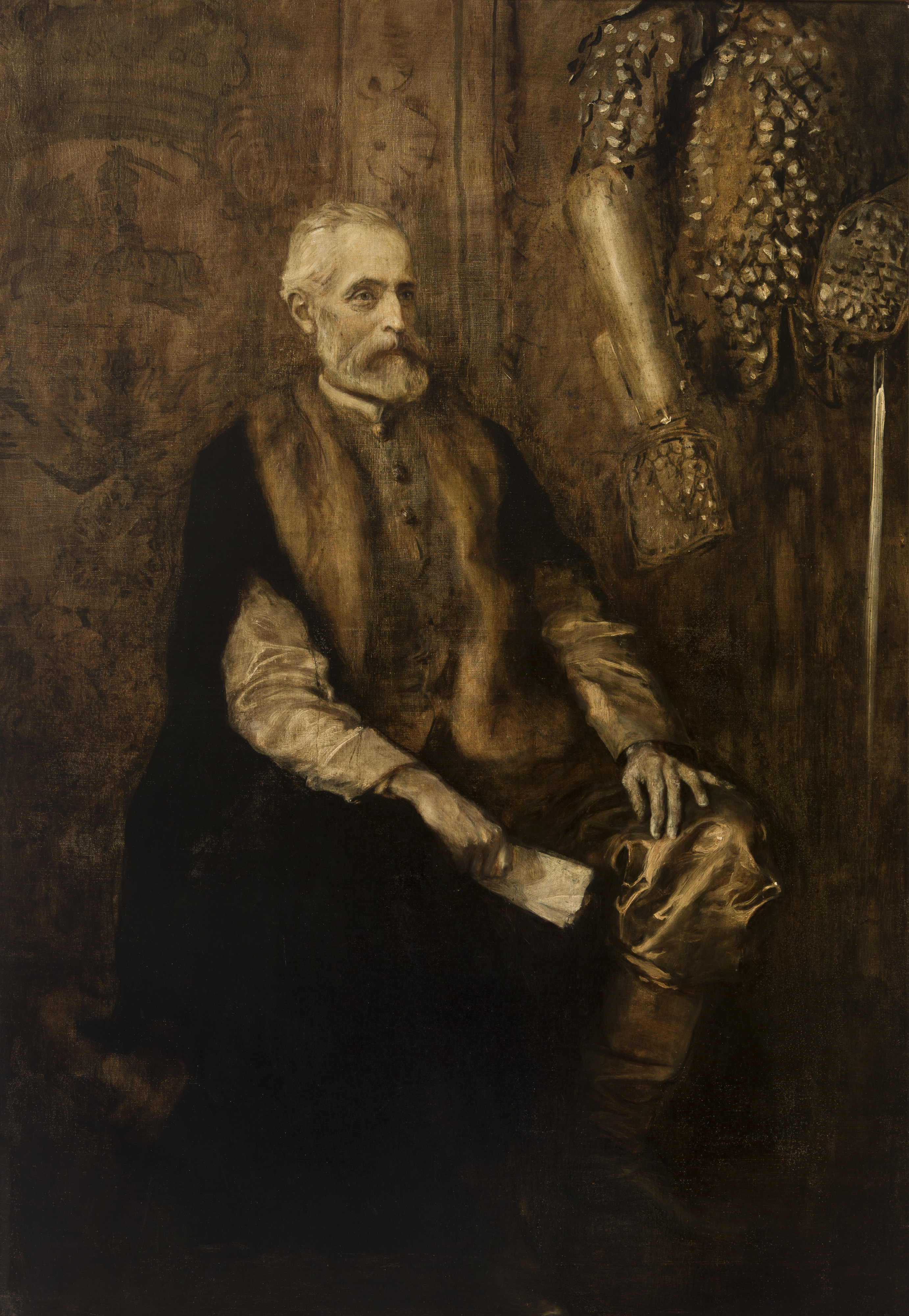
Portret księcia Władysława Czartoryskiego, 1892, Muzeum Narodowe w Krakowie
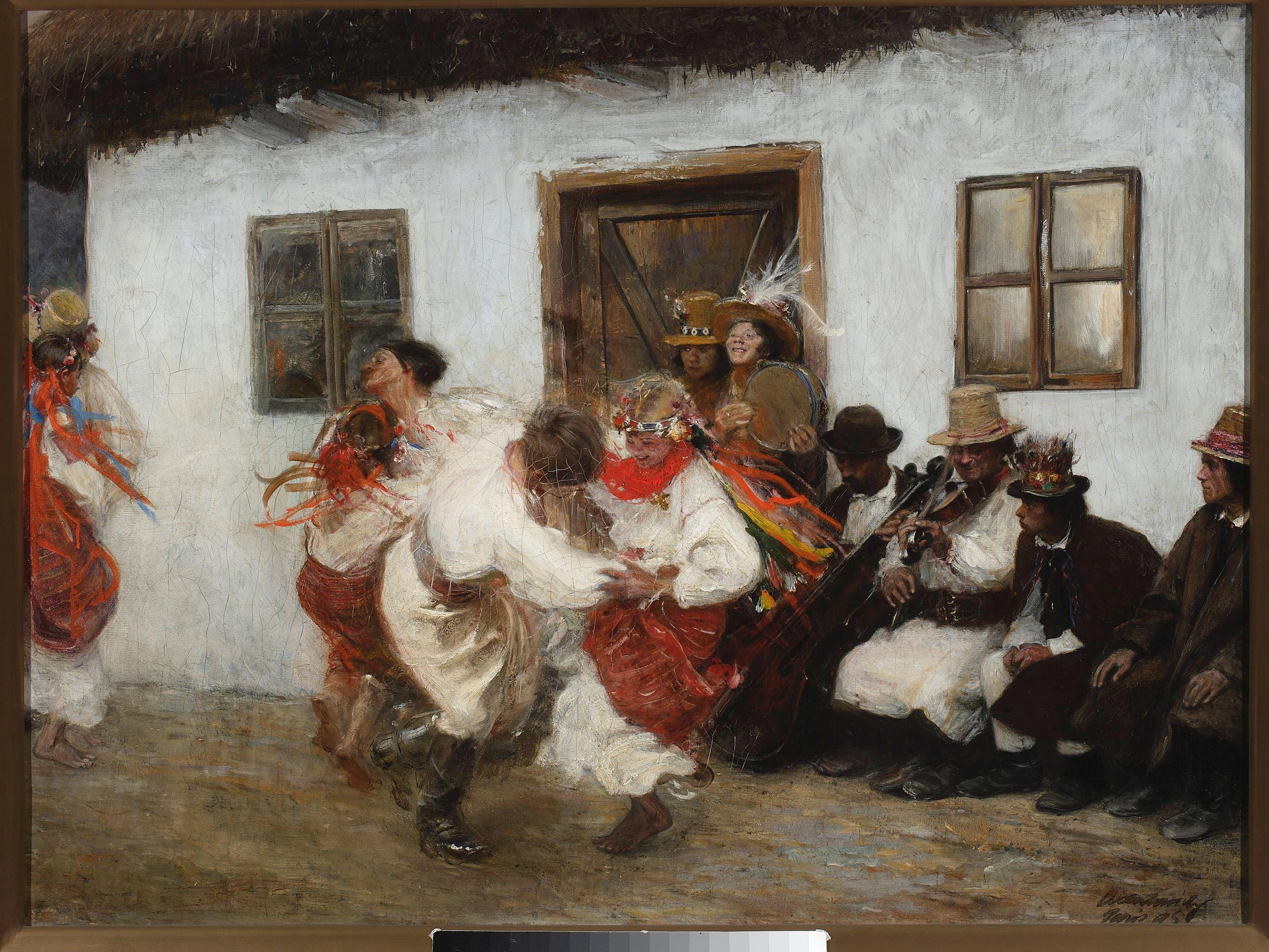
Kołomyjka z 1895 roku
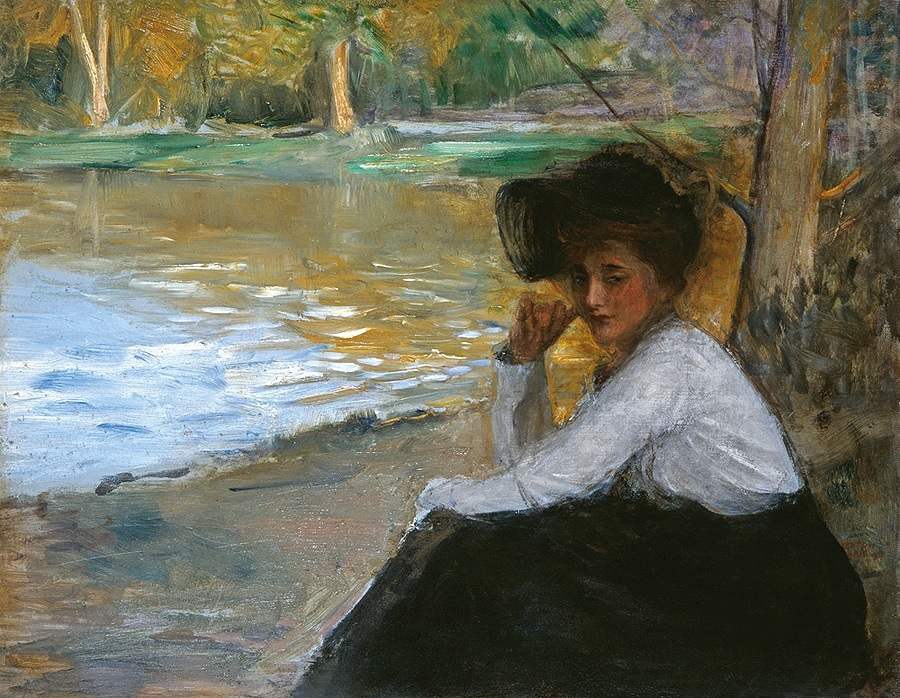
Dama w parku z 1899 roku
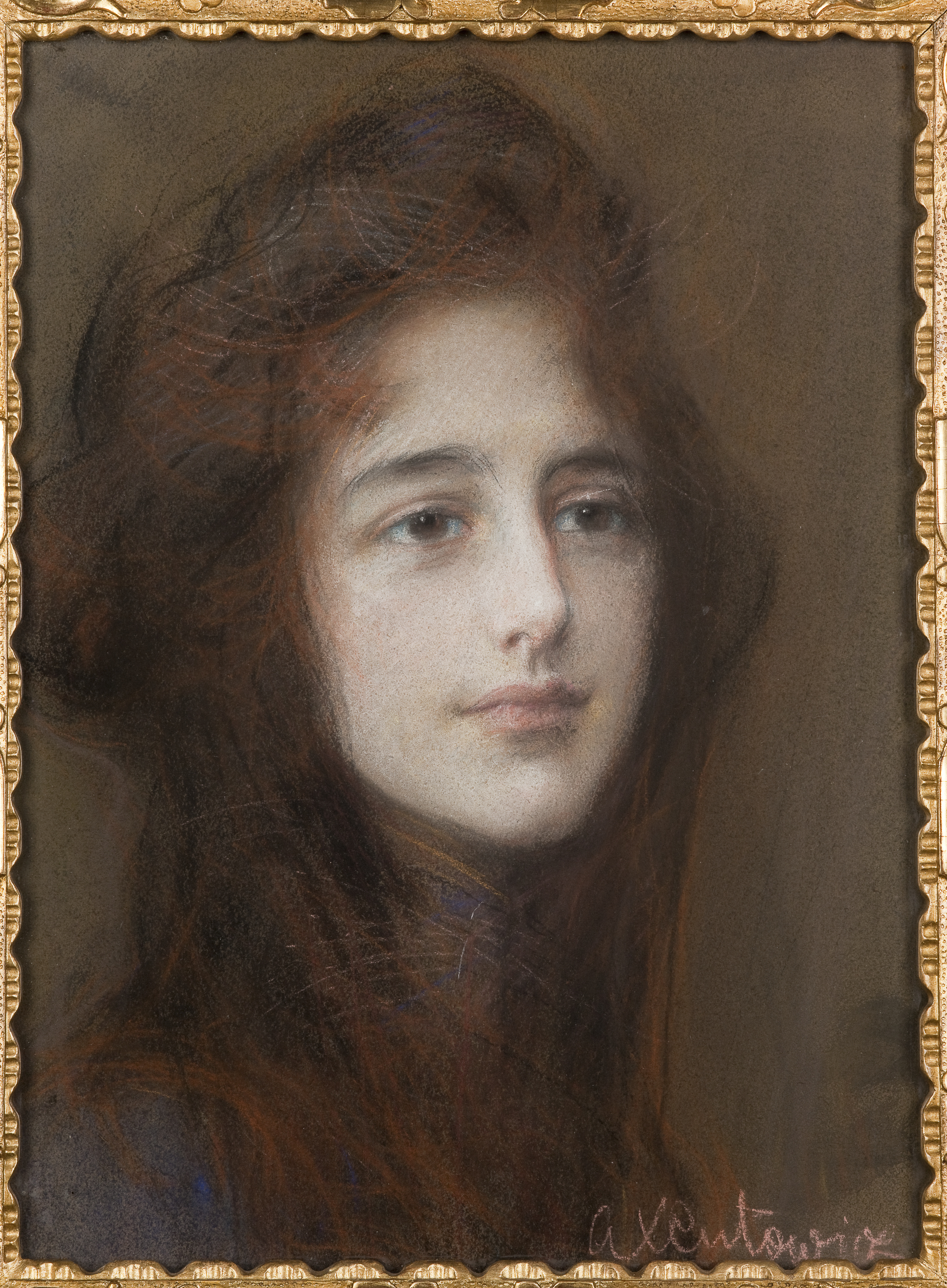
Portret młodej kobiety, 1899–1900, Muzeum Narodowe w Krakowie
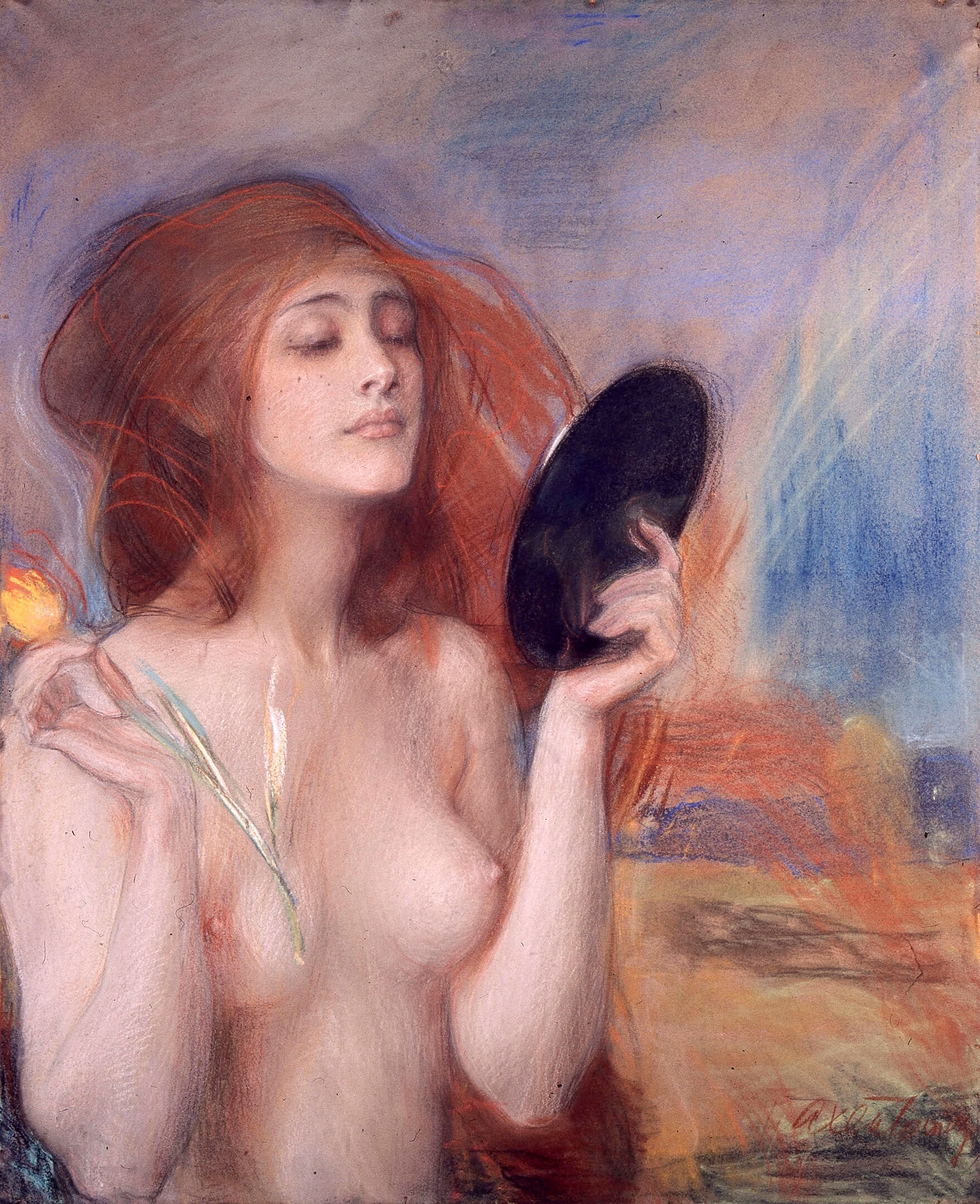
Wiosna z 1900 roku
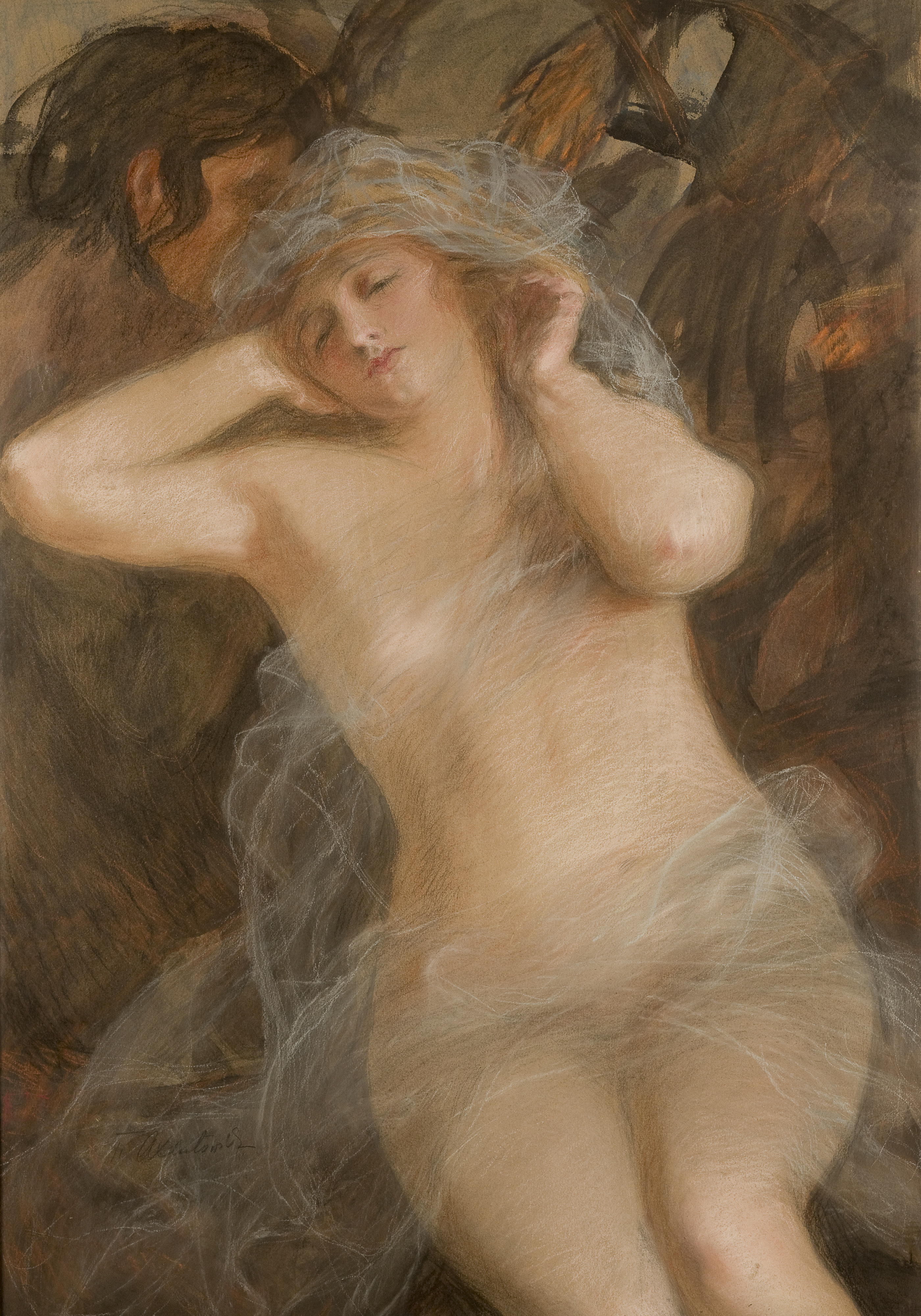
Teodor Axentowicz, Nimfa i satyr, po 1900, Muzeum Narodowe w Krakowie
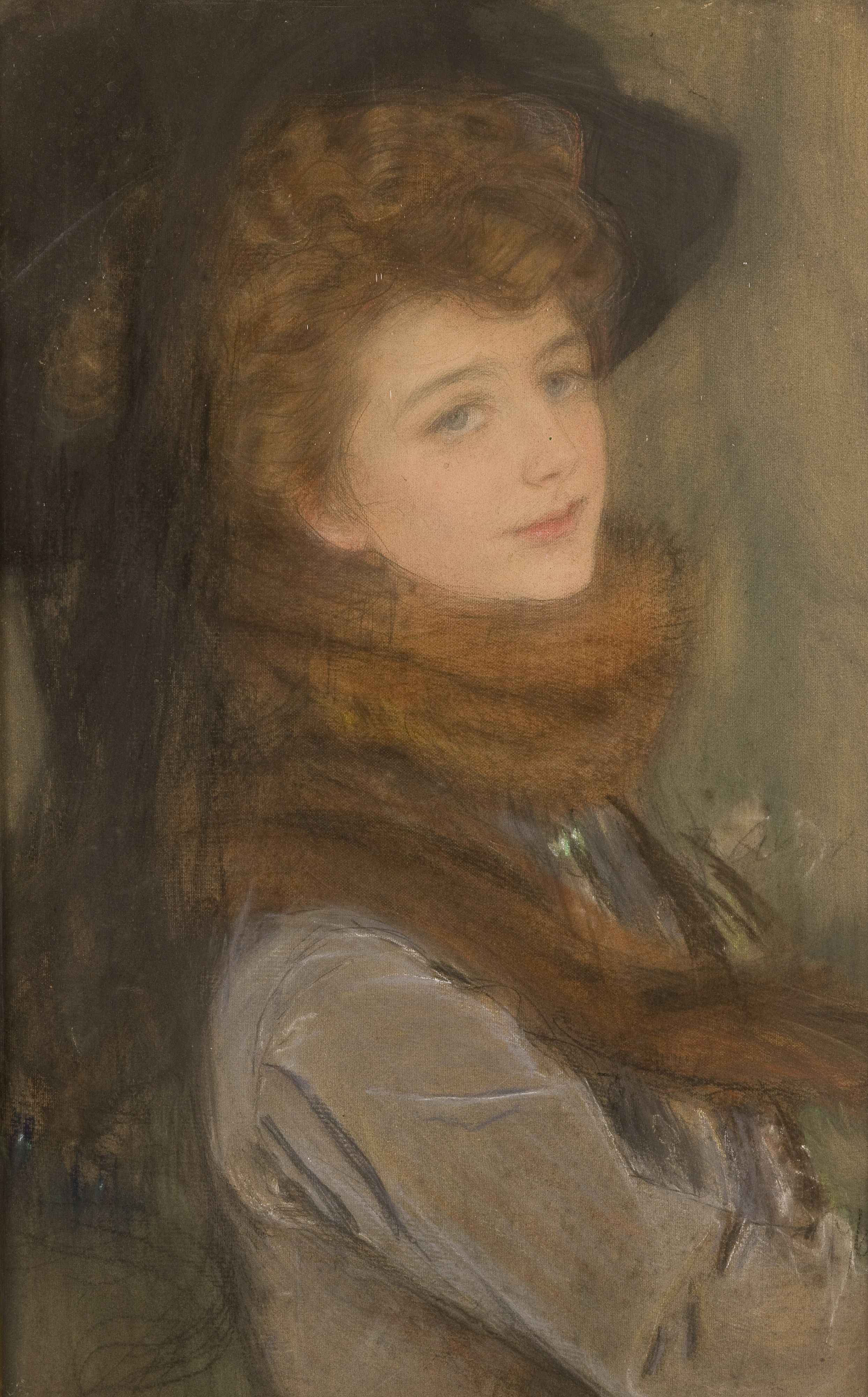
Portret kobiety w futrze z lisa, 1906, Muzeum Narodowe w Krakowie
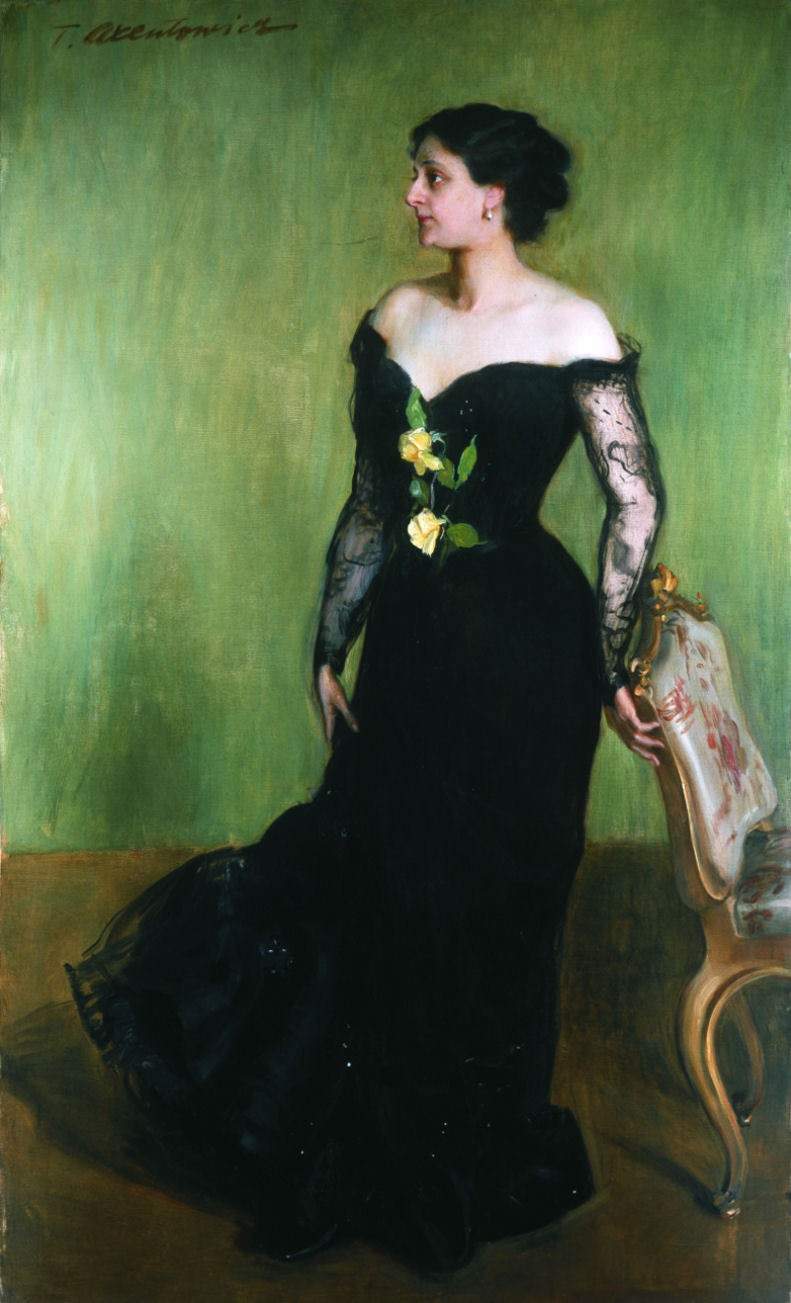
Portret Janiny Poznańskiej z około 1910 roku
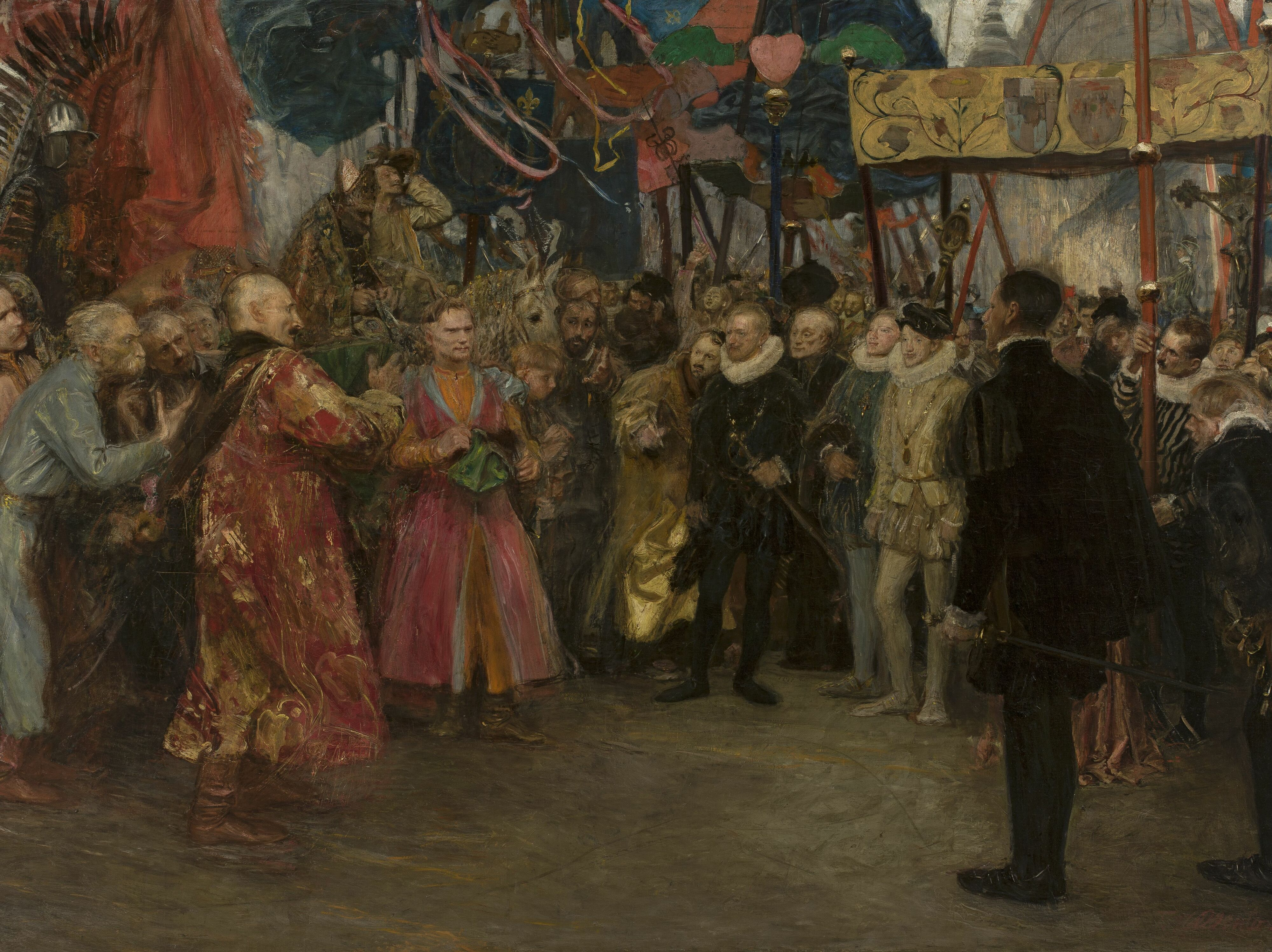
Polskie poselstwo u Henryka Walezego z 1910 roku
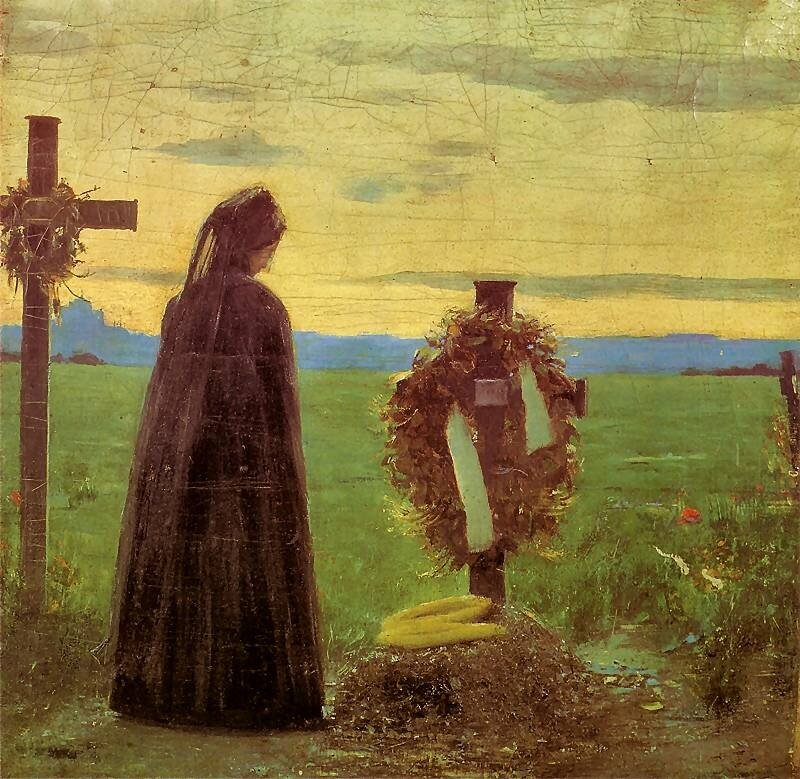
Matka nad grobem syna z 1915 roku

## Ordery i odznaczenia
- Krzyż Komandorski z Gwiazdą Orderu Odrodzenia Polski (11 listopada 1936)[15][16]
- Krzyż Komandorski Orderu Odrodzenia Polski (2 maja 1923)[17][18]